# Atina Ford
Atina Ford (Regina, 12 de octubre de 1971) es una deportista canadiense que compitió en curling.
Participó en los Juegos Olímpicos de Nagano 1998, obteniendo una medalla de oro en la prueba femenina. Ganó una medalla de oro en el 1997.

## Palmarés internacional
| Juegos Olímpicos   | Juegos Olímpicos | Juegos Olímpicos | Juegos Olímpicos |
| Año                | Lugar            | Medalla          | Prueba           |
| ------------------ | ---------------- | ---------------- | ---------------- |
| 1998               | Nagano (Japón)   | Medalla de oro   | Equipo           |
| Campeonato Mundial |                  |                  |                  |
| Año                | Lugar            | Medalla          | Prueba           |
| 1997               | Berna (Suiza)    | Medalla de oro   | Equipo           |